# Zermeghedo
Zermeghedo is een gemeente in de Italiaanse provincie Vicenza (regio Veneto) en telt 1356 inwoners (31-12-2004). De oppervlakte bedraagt 3,0 km², de bevolkingsdichtheid is 452 inwoners per km².

## Demografie
Zermeghedo telt ongeveer 525 huishoudens. Het aantal inwoners steeg in de periode 1991-2001 met 27,0% volgens cijfers uit de tienjaarlijkse volkstellingen van ISTAT.
| Jaar | Inwoneraantal |
| ---- | ------------- |
| 1991 | 972           |
| 2001 | 1234          |

## Geografie
Zermeghedo grenst aan de volgende gemeenten: Montebello Vicentino, Montecchio Maggiore, Montorso Vicentino.